# 桃園濱海自行車道
桃園濱海自行車道，橫跨桃園市蘆竹、大園、觀音、新屋等濱海行政區，並可往南連接新竹縣濱海自行車道。

## 簡介
桃園縣濱海自行車道於2010年6月4日完工啟用，橫跨桃園市四個行政區，並串接竹圍漁港、永安漁港、許厝港溼地、白沙岬燈塔、甘泉寺、新屋石滬群等等景點及遊憩區。

## 路段
2010年6月4日，第一期工程完工，隔年即傳出竹圍漁港附近路段，在秋天積沙嚴重，甚至有車友到總統府網站抱怨。
2022年5月，新竹縣長楊文科宣布將招標「福興溪自行車及人行景觀橋」，興建於臺61線路廊下，用以連接新竹縣新豐鄉與桃園市新屋區的自行車道。原預計於隔年6月完工，最後是在2024年4月11日，由新竹縣長楊文科與桃園市長張善政主持通車。

### 新屋綠色走廊
此路段為濱海自行車道支線，起自永安漁港，終點到漂流木公園，是俗稱綠色隧道的路段。
原因出海口或是保安林阻擋，部分路短只能和汽機車共用，2020年4月由桃園市政府海岸及資源循環工程處規劃，沿臺61線興建自行車專用道。